# Masao Ono
Masao Ono (2 martie 1923 - 11 februarie 2001) a fost un fotbalist japonez.

## Statistici
| Japonia | Japonia | Japonia |
| An      | Meciuri | Goluri  |
| ------- | ------- | ------- |
| 1954    | 3       | 0       |
| Total   | 3       | 0       |